# Charisalia americana
Charisalia americana är en skalbaggsart som först beskrevs av Samuel Stehman Haldeman 1847.  Charisalia americana ingår i släktet Charisalia och familjen långhorningar. Inga underarter finns listade i Catalogue of Life.